# 裁松寺
栽松寺（さいしょうじ）は岐阜県岐阜市伊奈波通りにある阿弥陀如来を本尊とする臨済宗妙心寺派の寺院で、山号は凌雲山。美濃新四国4番札所。
慶長元年（1596年）に是三法師が天台宗の寺院として開いた。その後、承応2年（1653年）に加納光国寺より維納上座を迎えて臨済宗妙心寺派に改宗した。この時の寺号は片岡庵と称した。その後、元禄14年（1701年）に現在の寺号に改めたものの法系が途絶えたため、安永2年（1773年）洞戸興徳寺より鉄厓円伊を招き現在に至っている。寺宝として文化年間の十六善神像、文化5年（1808年）の十六羅漢像を祀る。